# Tapiraí (Minas Gerais)
Tapiraí is een gemeente in de Braziliaanse deelstaat Minas Gerais. De gemeente telt 1.888 inwoners (schatting 2009).

## Aangrenzende gemeenten
De gemeente grenst aan Bambuí, Campos Altos, Córrego Danta en Medeiros.